# تپه انداب ۱۰۲
تپه انداب ۱۰۲ مربوط به دوران‌های تاریخی پس از اسلام است و در شهرستان تاکستان، روستای انداق واقع شده و این اثر در تاریخ ۱۸ اردیبهشت ۱۳۸۰ با شمارهٔ ثبت ۳۸۰۲ به‌عنوان یکی از آثار ملی ایران به ثبت رسیده است.